# 彼得·唐隆
彼得·唐隆（英語：Peter Donlon，1906年12月16日—1979年12月14日），美国前男子赛艇运动员。他曾代表美国参加1928年夏季奥林匹克运动会赛艇比赛，获得男子八人单桨有舵手金牌。